# Simon Werdelis
Simon Werdelis (* 1990 in Neustadt an der Weinstraße) ist ein deutscher Schauspieler und Theaterregisseur.

## Leben
Simon Werdelis absolvierte von 2010 bis 2014 seine Schauspielausbildung am Mozarteum in Salzburg. Während des Studiums spielte er u. a. am Landestheater Salzburg, am Thalia Theater in Hamburg (2012, mit dem Körber-Studio „Junge Regie“) und am Theater im KunstQuartier in Salzburg (2013). Am Salzburger Landestheater stand er 2012 als Freder in Ferdinand Bruckners Drama Krankheit der Jugend auf der Bühne. 2013 erhielt er beim Theatertreffen Deutschsprachiger Schauspielstudierender in Berlin gemeinsam mit seinem Jahrgang den Ensemblepreis sowie den Preis der Studierenden für die Inszenierung Ein Sportstück (Regie: Tina Lanik) im KunstQuartier Salzburg.
Ab Beginn der Spielzeit 2013/14 war er festes Ensemblemitglied am Residenztheater München. Dort spielte er unter anderem in Inszenierungen von Martin Kušej, Dimiter Gotscheff, Michael Thalheimer, David Bösch, Marius von Mayenburg und Anne Lenk. 2014 gastierte er mit dem Ensemble des Münchner Residenztheaters mit dem Stück Zement von Heiner Müller beim Berliner Theatertreffen. In der Spielzeit 2015/16 trat er dort, u. a. gemeinsam mit Bijan Zamani und İsmail Deniz, in Nuran David Calis’ Werfel-Inszenierung Die vierzig Tage des Musa Dagh auf.
Mit Beginn der Spielzeit 2017/18 wechselte Werdelis als festes Ensemblemitglied an das Staatsschauspiel Dresden. Er arbeitete dort bisher mit den Regisseuren Mina Salehpour und Ulrich Rasche. Sein Debüt gab er im September 2017 mit dem Solo-Abend Nationalstrasse (nach dem Roman von Jaroslav Rudiš). In der Neuinszenierung von Federico García Lorcas Schauspiel Yerma in der Regie von Andreas Kriegenburg verkörperte er den Ehemann Juan.
In der Spielzeit 2018/19 spielte er die als „Transe“ männlich besetzte Helena in Friederike Hellers Inszenierung der Shakespeare-Komödie Ein Sommernachtstraum, wodurch Helenas aussichtslose Liebe zu Demetrius durch Werdelis’ Darstellung „einen homoerotischen Dreh“ erhielt. In Michael Talkes Neuinszenierung des Theaterstücks Tod eines Handlungsreisenden (Premiere: März 2019) verkörperte Werdelis den als „sensiblen Sonderling“ anlegten Biff Loman, den „widerspenstigeren, aber auch zerbrechlicheren“ der beiden Loman-Söhne. In der Spielzeit 2019/20 „brillierte“ Werdelis in der Rolle des vom Streben „nach Wahrheit und höchstem Glück“ beherrschten und an den Fortschritt glaubenden, „idealistischen“ Studenten Trofimov in Andreas Kriegenburgs Inszenierung von Tschechows Der Kirschgarten.
In der Spielzeit 2023/24 war Werdelis am Staatsschauspiel Dresden als Lulu in Frank Wedekinds Drama zu sehen. 2025 führte er bei der Inszenierung von Was ihr wollt Regie.
Neben seiner Tätigkeit am Theater wirkt Simon Werdelis regelmäßig in Film- und Fernsehproduktionen mit und spielte unter anderen unter der Regie von Dominik Graf, Matti Geschonnek, Matthias Schweighöfer und Heinrich Breloer.
Von Januar bis März 2017 war Werdelis neben Floriane Daniel, Ole Puppe und Wendy Güntensperger in der ARD-Vorabendserie WaPo Bodensee in einer Hauptrolle zu sehen. Er spielte Pirmin Spitznagel, einen Wasserschutzpolizisten am Bodensee. Diese Rolle übernahm er auch in der zweiten Staffel, die im Sommer 2017 gedreht wurde, und in der dritten Staffel, die im März/April 2018 bzw. ab Februar 2019 auf Das Erste ausgestrahlt wurden.
Außerdem hatte er Episodenrollen in den ZDF-Serien Die Chefin (2017, als Dealer Sven Kuhn) und SOKO München (2017, als Punk Alex Unger, wo er der tatverdächtige Untermieter des Mordopfers war). In dem ZDF-Fernsehfilm Brandnächte (Erstausstrahlung: November 2017) spielte er den „Bufdi“ Rudi, der den Vater eines mutmaßlichen Mörders (Nikolaus Paryla) betreut. In der 4. Staffel der Fernsehserie In aller Freundschaft – Die jungen Ärzte (2018) war Werdelis in einer Episodenhauptrolle zu sehen; er spielte einen alten Kumpel der Serienhauptfigur Dr. Elias Bähr (Stefan Ruppe).
Werdelis lebt in Dresden.

## Theater (Auswahl)

### Residenztheater München
- 2013: Der Widerspenstigen Zähmung (Rolle: Biondello, Diener Lucentios) – Regie: Tina Lanik
- 2013: Ein Sommernachtstraum (Rolle: Schlucker) – Regie: Michael Thalheimer
- 2013: Bunbury (Rollen: Lane/Merriman) – Regie: Marius von Mayenburg
- 2013: Zement (Rolle: Makar) – Regie: Dimiter Gotscheff
- 2014: Faust (Rollen: Erdgeist/Junger Mann) – Regie: Martin Kušej
- 2015: Antonius und Cleopatra (Rolle: Octavius Caesar) – Regie: Thomas Dannemann
- 2015: Prinz Friedrich von Homburg (Rolle: Graf Reuß) – Regie: David Bösch
- 2015: Das goldene Vlies (Rolle: Phryxus, Herold) – Regie: Anne Lenk
- 2016: Die vierzig Tage des Musa Dagh – Regie: Nuran David Calis

### Staatsschauspiel Dresden
- 2017: Nationalstrasse (Soloabend) – Regie: Mina Salehpour
- 2018: Das große Heft – Regie: Ulrich Rasche
- 2018: Yerma (Rolle: Juan) – Regie: Andreas Kriegenburg
- 2018/19: Ein Sommernachtstraum (Rolle: Helena) – Regie: Friederike Heller
- 2019: Tod eines Handlungsreisenden (Rolle: Biff Loman) – Regie: Michael Talke
- 2019: Der Kirschgarten (Rolle: Trofimov) – Regie: Andreas Kriegenburg
- 2023: Lulu (Rolle: Lulu) – Regie: Daniela Löffner

## Filmografie (Auswahl)
- 2015: Alexandra (Kurzfilm) – Regie: Nicolai Dimitri Zeitler
- 2017: Die Chefin (Fernsehserie; Folge: Schwarze Schafe) – Regie: Michael Riebl
- 2017: SOKO München (Fernsehserie; Folge: Heiliger St. Martin) – Regie: Till Müller-Endenborn
- 2017: Brandnächte (Fernsehfilm) – Regie: Matti Geschonneck
- 2017: Der Zauberlehrling (Fernsehfilm) – Regie: Frank Stoye
- 2017–2019: WaPo Bodensee (Fernsehserie; Serienhauptrolle) – Regie: Raoul W. Heimrich/Patrick Winczewski
- 2018: Wolfsland – Der steinerne Gast (Fernsehreihe) – Regie: Max Zähle
- 2018: In aller Freundschaft – Die jungen Ärzte (Fernsehserie; Folge: Alte Wunden) – Regie: Jan Bauer
- 2022: Dr. Hoffmann – Die russische Spende (Fernsehfilm)